# Cité du train
La Cité du train, a Mulhouse, è il più grande museo ferroviario d'Europa. 

## Storia
È il successore del musée français du chemin de fer (museo nazionale delle ferrovie francesi), l'organizzazione responsabile della conservazione delle principali attrezzature ferroviarie storiche della SNCF.
Il museo ha aperto nel 1971.